# Texas Rangers (baseball)
I Texas Rangers sono una delle squadre professionistiche di baseball della Major League Baseball (MLB), con sede ad Arlington, nell'area metropolitana di Dallas, Texas. Sono membri della West Division della American League (AL). Il nome della squadra è tratto dall'omonima forza di polizia americana.
La squadra venne fondata nel 1961 con il nome di Washington Senators. La squadra inizialmente venne assegnata alla città di Washington, poiché i Senators originali si erano trasferiti a Minneapolis, diventando gli attuali Minnesota Twins. Tuttavia dopo 10 anni, nel 1971, si trasferirono nella città di Arlington nello stato del Texas, assumendo, dalla stagione seguente, l'attuale nome di Texas Rangers.
Complessivamente, dal 1972 i Texas Rangers collezionarono sette apparizioni nella Post-season, rispettivamente nel 1996, nel 1998, nel 2002, nel 2010, nel 2011, nel 2015 e nel 2016 e come wild-card nel 2012.
Nella stagione 2010 conquistarono l'American League battendo, nella gara 6, i New York Yankees (4-2), accedendo così per la prima volta nella loro storia alle World Series, dove furono però sconfitti dai San Francisco Giants. Nella stagione 2011 riconquistarono l'American League battendo i Detroit Tigers (4-2), ed accedendo così per la seconda volta World Series, ma uscirono ancora sconfitti, stavolta dai St. Louis Cardinals. Riuscirono a conquistare nuovamente il titolo di campioni della American League, e quindi l'accesso alle World Series, nel 2023. Questa volta incontrarono gli Arizona Diamondbacks, sui quali però si imposero per 4-1, conquistando così il primo titolo della storia della franchigia. 
Nel 2020, i Rangers si spostarono dal Globe Life Park al nuovo e adiacente Globe Life Field.

## Storia

### Washington Senators (1961-1971)
Quando gli originali Washington Senators si trasferirono in Minnesota nel 1960 per diventare i Twins, la Major League Baseball decise di espandersi un anno prima del previsto per scongiurare la minaccia della concorrenza della gemella Continental League e la perdita della sua esenzione da parte dello Sherman Antitrust Act. Come parte dell'espansione, l'American League aggiunse due nuove squadre per la stagione 1961: i Los Angeles Angels e una nuova squadra dei Washington Senators. Tuttavia, i nuovi Senators erano (e sono ancora) considerati una squadra di espansione dal momento che i Twins conservavano i record e la storia dei vecchi Senators. I Senators e gli Angels cominciarono ad allestire la rosa con i giocatori dell'American League in un progetto di espansione. La squadra giocò la stagione 1961 al vecchio Griffith Stadium prima di trasferirsi nel nuovo District of Columbia Stadium con un contratto di locazione di 10 anni.

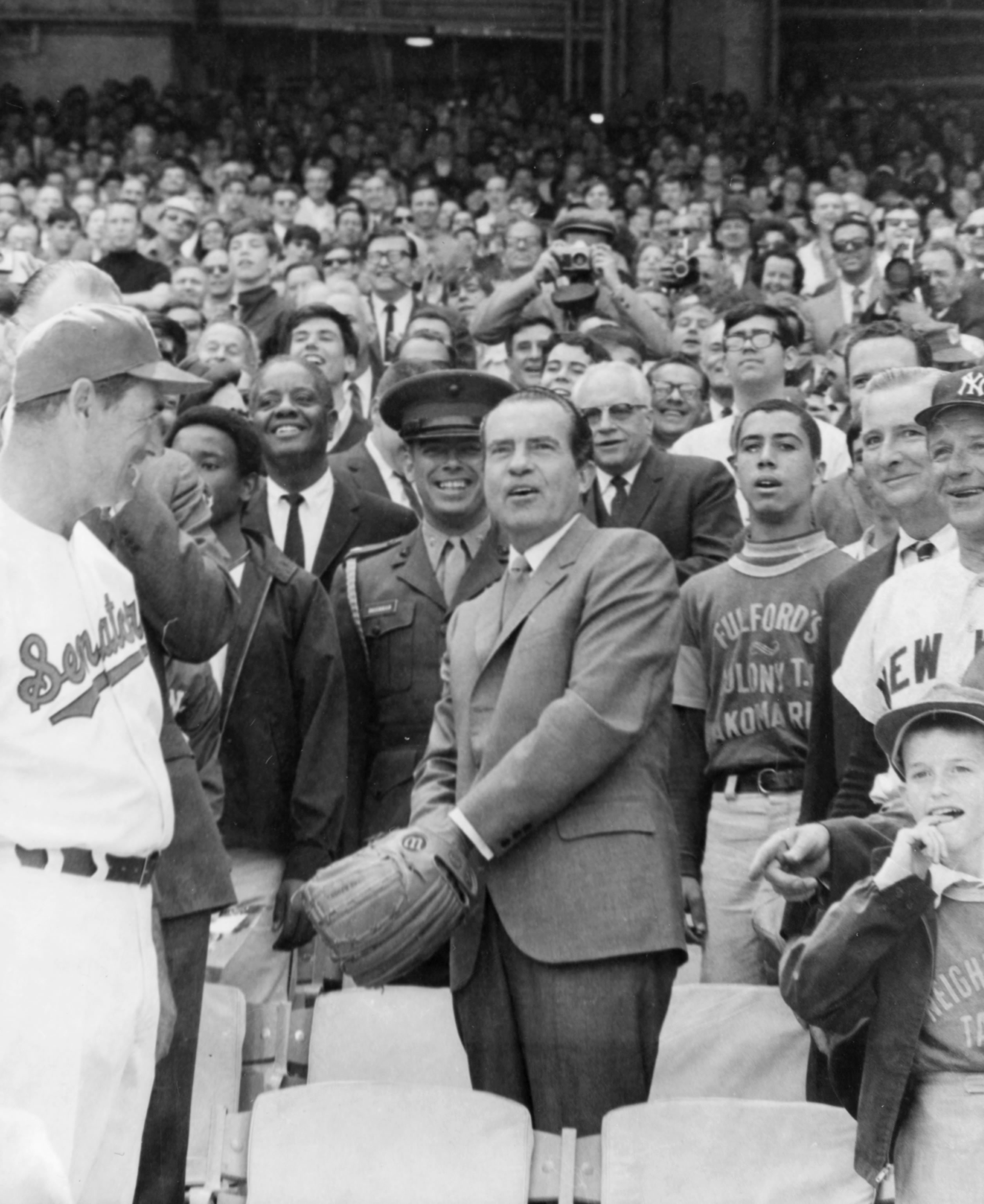
Il Presidente degli Stati Uniti Richard Nixon lancia la prima pallina all'Opening Day all'RFK Stadium il 7 aprile 1969, con Ted Williams (a sinistra) e Bob Short (a destra, parzialmente oscurato da Ralph Houk)

Per gran parte della loro esistenza, i nuovi Senators ottennero risultati mediocri, perdendo una media di 90 partite a stagione. Gli sforzi della squadra portarono a una battuta sui vecchi Senators: "Washington: prima in guerra, prima in pace e ancora ultima nell'American League". L'unica stagione vincente fu nel 1969 quando l'Hall of Famer Ted Williams condusse il club a un record di 86-76, piazzandosi quarti nell'AL East. Frank Howard, un esterno/prima base dal 1965 al 1972 noto per i suoi imponenti fuoricampo, fu il giocatore più abile della squadra, vincendo due titoli di fuoricampo.
La proprietà passò di mano diverse volte durante il soggiorno della franchigia a Washington e fu spesso afflitta da una scarsa capacità decisionale e di pianificazione. Dopo il breve successo nel 1969, il proprietario Bob Short fu costretto a fare molti scambi discutibili per ridurre il debito che aveva sostenuto per acquistare la squadra. Alla fine della stagione 1970, Short lanciò un ultimatum: se nessuno fosse disposto ad acquistare i Senators per 12 milioni di dollari (in confronto, i New York Yankees furono venduti nel 1973 per 8,8 milioni di dollari), non avrebbe rinnovato l'affitto dello stadio e avrebbe spostato la squadra altrove.
Short fu particolarmente ricettivo ad un'offerta avanzata dal sindaco Tom Vandergriff di Arlington, nel Texas, che da oltre un decennio aveva cercato di ottenere una squadra della Major League per giocare nel Metroplex. Anni prima, Charles O. Finley, proprietario dei Kansas City Athletics, cercò di trasferire la sua squadra di baseball a Dallas, ma l'idea fu respinta e infine rifiutata dagli altri proprietari dell'AL. Lo stadio di Arlington era il Turnpike Stadium, un campo da 10.000 posti che venne costruito nel 1965 per ospitare i Dallas-Fort Worth Spurs della Minor League Baseball. Tuttavia fu costruito secondo i requisiti della MLB, e sarebbero stati necessari solo interventi minori per ampliare lo stadio ed ospitare il pubblico della lega maggiore.
L'offerta di Vandergriff di un acconto multimilionario spinse Short a trasferirsi ad Arlington. Il 21 settembre 1971, con un votazione di 10 a 2, i proprietari dell'American League concessero l'autorizzazione a spostare la franchigia ad Arlington per la stagione 1972. I tifosi dei Senators erano furibondi. L'ostilità entrò nel vivo all'ultima partita del club a Washington. Migliaia di fan entrarono senza pagare dopo che le guardie se ne andarono presto, e srotolarono uno striscione con la scritta "SHORT STINKS". Con i Senators che conducevano 7-5 e due out nella parte superiore del nono inning, diverse centinaia di giovani invasero il campo, razziandolo per i souvenir. Un uomo afferrò la prima base e scappò via. Senza sorveglianza a disposizione e solo tre basi, il capo arbitro Jim Honochick rinunciò a far proseguire il gioco ai New York Yankees. La capitale della nazione rimase senza la Major League Baseball per 33 anni fino al trasferimento dei Montreal Expos della National League che divennero i Washington Nationals.

### Texas Rangers (1972-presente)

#### I primi anni in Texas (1972-1984)
Prima della stagione 1972 furono apportati miglioramenti al Turnpike Stadium, che riaprì come Arlington Stadium, in preparazione della stagione inaugurale dei Texas Rangers. La squadra giocò la sua prima partita il 15 aprile 1972, una sconfitta per 1-0 per mano dei California Angels, i cugini di espansione del 1961. Il giorno successivo, i Rangers sconfissero gli Angels per 5-1, per la prima vittoria del club.
Nel 1974 i Rangers videro la loro prima stagione vincente dopo essere arrivati ultimi sia nel 1972 che nel 1973. Sotto la proprietà di Brad Corbett, finirono secondi nell'American League West con un record di 84-76, dietro ai futuri campioni delle World Series degli Oakland Athletics. I Rangers del 1974 sono ancora l'unica squadra della MLB a finire sopra .500 dopo due stagioni consecutive con 100 sconfitte. Mike Hargrove venne premiato come esordiente dell'anno dell'American League, Billy Martin fu nominato miglior allenatore dell'AL dell'anno, Jeff Burroughs vinse l'MVP dell'AL e Ferguson Jenkins venne nominato giocatore riemergente dell'anno dopo aver vinto 25 partite, un record del club fino ad oggi. La squadra registrò nuovi record vincenti dal 1977 al 1979, ma non raggiunse i playoff. I Rangers si avvicinarono molto a conquistare un posto ai playoff nel 1981, ma finirono per perdere la prima metà dell'AL West per una partita e mezzo contro Oakland al momento dello sciopero dei giocatori. Texas terminò sotto la soglia dei .500 ogni stagione fino al 1985.
I Rangers affrontarono un problema di affluenza per alcuni anni in Texas, in parte a causa sia delle prestazioni inconsistenti della squadra che del caldo e dell'umidità oppressiva che possono circondare l'area in estate. Fino all'arrivo dei Florida Marlins nel 1993, l'Arlington Stadium era spesso lo stadio più caldo della Major, con temperature che spesso raggiungevano i 37 °C per tutta l'estate. Così i Rangers iniziarono a giocare la maggior parte delle partite del fine settimana tra maggio e settembre di notte, una tradizione che continua fino ad oggi.

#### Valentine, Ryan e Bush (1985-1994)
Il capo allenatore Bobby Valentine divenne gestore di un flusso di talenti tra la fine degli anni ottanta e l'inizio degli anni novanta. La stagione vincente del 1986 fu uno shock per critici e tifosi, visto che i Rangers rimasero in corsa per il gagliardetto dell'American League per l'intera stagione. Con una squadra composta da giovani esordienti stellari come Rubén Sierra, Pete Incaviglia, Mitch Williams, Bobby Witt ed Edwin Correa, i Rangers terminarono la stagione al secondo posto con un record di 87-75, a sole cinque partite dietro ai campioni di division degli Angels. La stagione segnò un notevole miglioramento di 25 vittorie rispetto al 1985, che aveva portato all'ennesima ultima piazza nella West Division. L'ingaggio della vecchia stella 41enne, il lanciatore Nolan Ryan prima della stagione 1989, li permise di raggiungere il suo 5.000° strikeout, la 300^ vittoria e il 6° e 7° no-hitter con i Rangers. Nonostante una poderosa formazione, tra cui personaggi del calibro di Juan Gonzàlez, Rubén Sierra, Julio Franco e Rafael Palmeiro e uno staff di lanciatori che comprendeva anche Charlie Hough, Bobby Witt, Kevin Brown e Kenny Rogers, i Rangers di Valentine non finirono mai oltre al secondo posto e fu sollevato dall'incarico durante la stagione 1992.

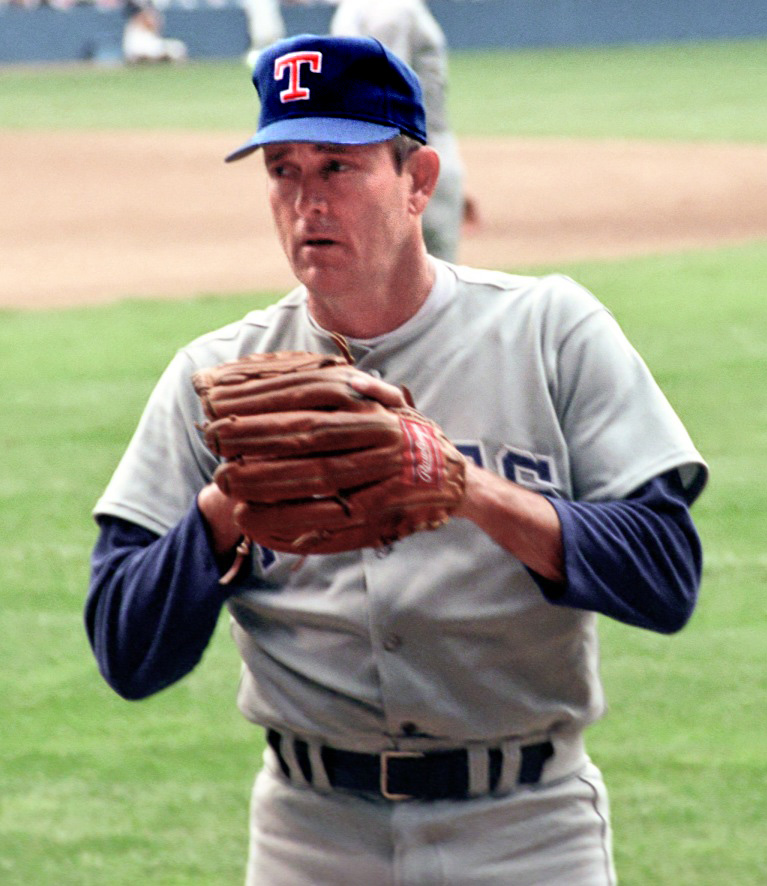
Nolan Ryan lanciò per i Rangers dal 1989 al 1993

Nell'aprile del 1989, il proprietario dei Rangers e magnate del petrolio Eddie Chiles vendette la squadra ad un gruppo di investimento guidato da George W. Bush per 89 milioni di dollari. Mentre il suo capitale nella squadra era piccolo (500.000 dollari), Bush fu nominato Managing General Partner del nuovo gruppo di proprietà. Aumentò il suo investimento a 600.000 dollari l'anno successivo. Bush lasciò la sua carica con i Rangers quando venne eletto Governatore del Texas nel 1994, e vendette la sua quota nella franchigia nel 1998.
Durante il mandato di Bush, i Rangers e la città di Arlington decisero di sostituire il vecchio stadio con uno nuovo finanziato con fondi pubblici, per un costo di 193 milioni di dollari, finanziato dai residenti di Arlington, attraverso un aumento delle imposte sulle vendite. I lavori iniziarono il 30 ottobre 1991, sul terreno che sarebbe diventato The Ballpark di Arlington (oggi Globe Life Park di Arlington).
Nel 1993 Kevin Kennedy assunse le funzioni manageriali, presiedendo la squadra per due stagioni, mantenendo i Rangers del 1993 a caccia di un posto per i playoff fino a metà settembre. Kennedy fu lasciato andare nel 1994, anche se guidò la squadra in testa all'AL West prima dello sciopero dei giocatori che spinse il commissario Bud Selig ad annullare il resto della stagione e i playoff. Il 28 luglio Kenny Rogers lanciò la 12^ partita perfetta nella storia della Major League ad Arlington contro i California Angels.

#### I primi titoli di division (1995-2000)

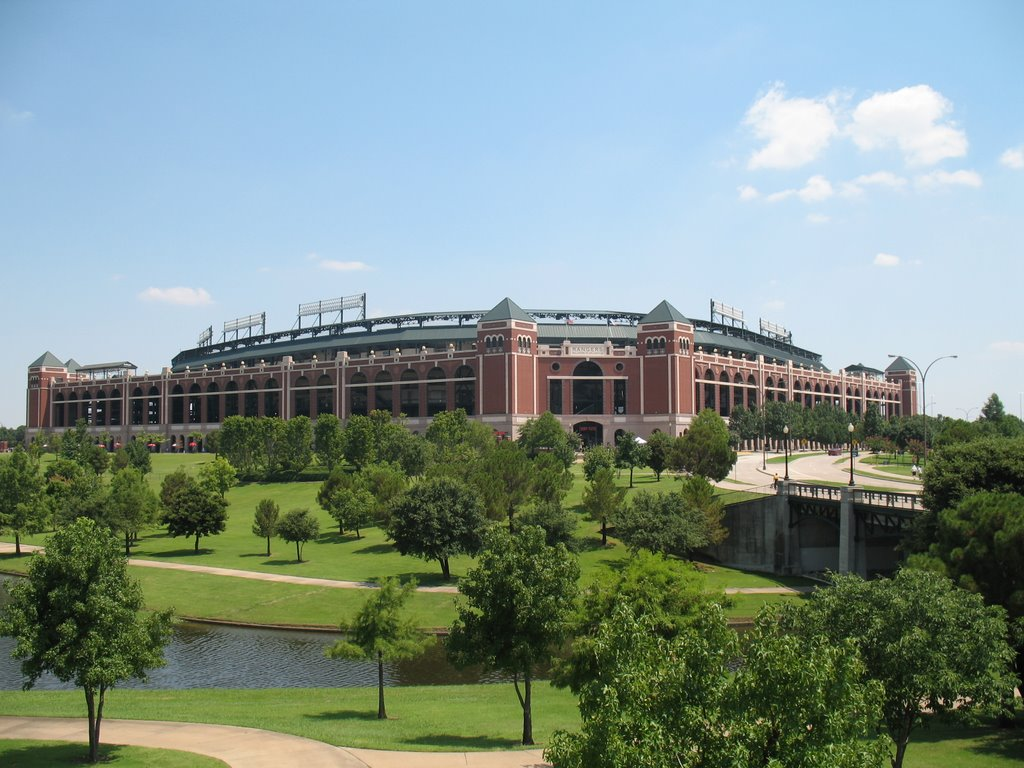
Il Globe Life Park inaugurato nel 1994

Johnny Oates fu assunto come capo allenatore dei Rangers nel 1995. Oates e il gruppo contribuirono a portare a casa l'AL Western Division Championship 1996, il primo titolo nella storia della franchigia. Il primo turno di playoff, 24 anni dopo che la franchigia arrivò in Texas, vide i Rangers perdere contro i New York Yankees, 3 partite a 1. Oates venne nominato allenatore dell'anno dell'AL e Juan Gonzàlez MVP dell'AL. La squadra presentava una potente formazione di battitori, tra cui Gonzàlez, Ivàn Rodriguez e Rusty Greer, ma continuava ad arrancare nel lancio pur avendo Rick Helling e Aaron Sele nella rosa. Oates guidò la squadra a vincere l'AL West nel 1998 e 1999. In nessun dei due playoff la squadra di Oates riuscì a vincere una sola partita, perdendo tutte e sei gli incontri consecutivi per mano degli Yankees, una squadra che vinse tre World Series negli anni '90 dopo aver sconfitto i Rangers al primo turno. La formazione del 1999 fu l'ultima ad accedere ai playoff fino al 2010. In rotta verso il secondo ultimo posto consecutivo, Oates si dimise dopo 28 partite nella stagione 2001.
Nel 1998, il miliardario di venture capital Tom Hicks acquistò la squadra per 250 milioni di dollari.

#### Anni di magra (2001-2004)
Prima della stagione 2001, la stella free agent Alexander Rodriguez firmò coi Rangers il contratto più redditizio della storia del baseball: un contratto di 10 anni da 252 milioni di dollari. La mossa fu controversa e venne spesso stigmatizzata da tifosi e giornalisti che pensavano che il proprietario Tom Hicks stesse facendo troppa enfasi su un giocatore invece di utilizzare le risorse della franchigia per acquisire più giocatori, specialmente per una squadra che mancava di talento nel lancio. I dirigenti del club sostennero che Rodriguez sarebbe stato la pietra angolare del futuro successo post-stagionale. Anche se le prestazioni individuali di Rodriguez furono eccezionali, i Rangers continuarono ad arrancare, e il capo 'allenatore Jerry Narron venne licenziato dopo la stagione 2002 e sostituito dall'esperto Buck Showalter. La stagione 2003 ha significato il quarto e ultimo posto consecutivo, e dopo una ricaduta post-stagione tra Rodriguez e la direzione del club, l'MVP dell'AL in carica e nuovo capitano dei Rangers sono stati scambiati con i New York Yankees per la seconda base Alfonso Soriano e il promettente interno Joaquin Arias.
I Rangers battagliarono con gli Anaheim Angels e gli Oakland Athletics per il primo posto nell'AL West per gran parte della stagione 2004. Mark Teixeira, Alfonso Soriano, Michael Young e Hank Blalock divennero tra i migliori giocatori della lega, con Young, Blalock e Soriano selezionati per l'All-Star Game 2004. Soriano venne nominato MVP dell'All-Star dopo aver fatto un fuoricampo a basi piene. Nonostante uno sforzo a fine stagione, i Rangers finirono per perdere sei delle ultime dieci partite e finirono al terzo posto dietro agli Angels e agli A's, a sole tre partite dal primo posto.

#### Si apportano cambiamenti (2005-2009)

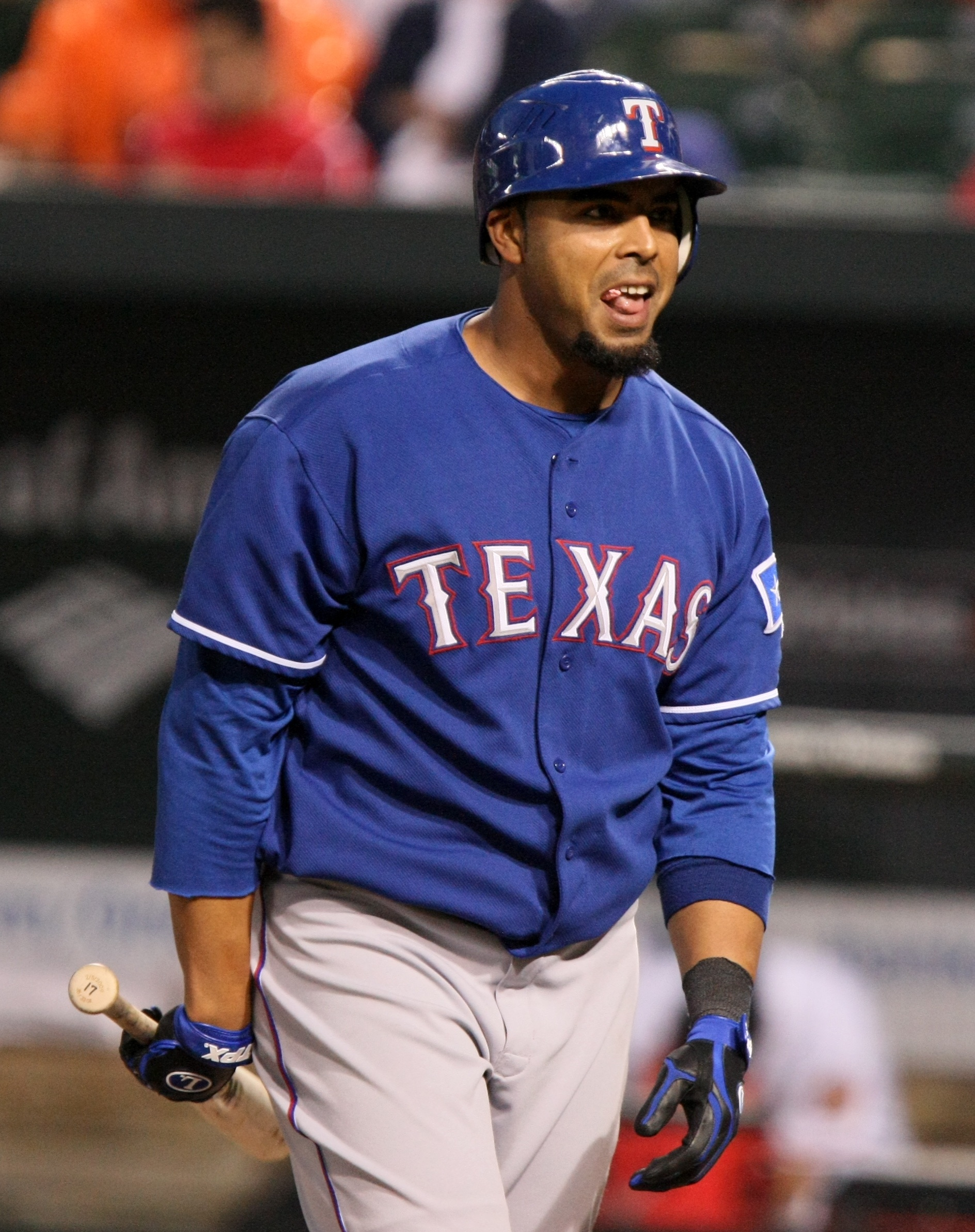
Nelson Cruz, esterno dei Rangers dal 2006 al 2013

Nel 2005 i Rangers lottarono nuovamente per trovare coerenza tra polemiche e infortuni. John Hart si dimise da direttore generale dopo la stagione 2005. Jon Daniels venne promosso da assistente del direttore generale per sostituirlo. Daniels, a 28 anni e un mese, divenne il più giovane direttore generale nella storia della Major League.
Daniels e il front office dei Rangers furono molto attivi nell'acquisizione di nuovi giocatori prima e durante la stagione 2006. Tra i nuovi acquisti vi furono Brad Wilkerson, Adam Eaton, Kevin Millwood, Carlos Lee e Nelson Cruz. Nonostante la rosa, i Rangers terminarono con un deludente record di 80-82 e un terzo posto nell'AL West. Buck Showalter fu esonerato da capo allenatore dopo la stagione. La squadra assunse l'allenatore della terza base di Oakland Ron Washington come futuro capo allenatore. Il cambio di allenatore fu la prima di tante mosse per rafforzare la squadra in un'altra stagione intensa. La squadra perse Gary Matthews Jr., Mark DeRosa, Carlos Lee e Adam Eaton, ma acquisì Kenny Lofton, Sammy Sosa, Frank Catalanotto, e i lanciatori Brandon Gagné e Brandon McCarthy.

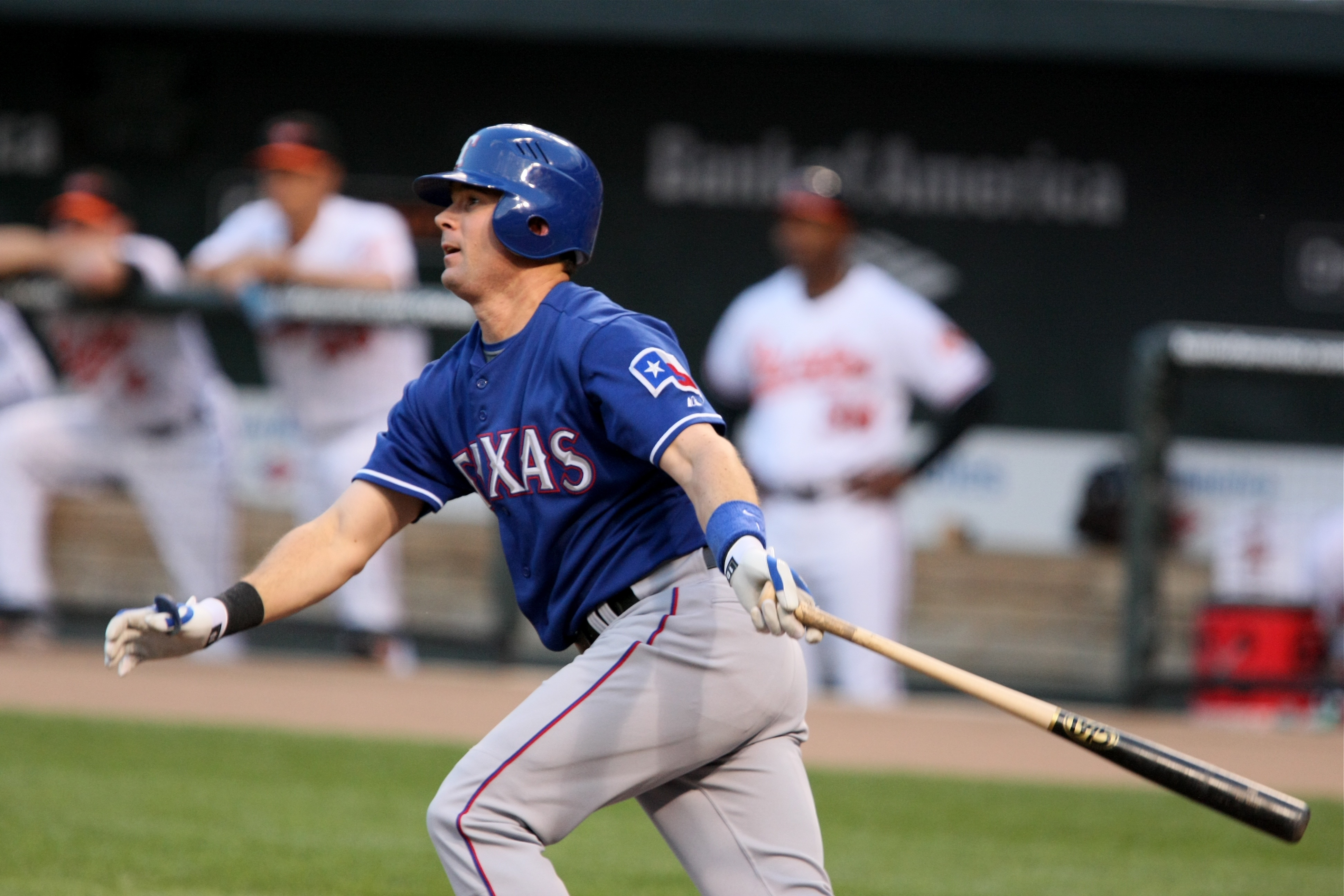
Young dopo una battuta valida nel 2009

Il 2007 fu l'inizio di un progetto di ricostruzione guidato da Jon Daniels con un'attenzione sull'acquisizione e la maturazione di giocatori giovani, sviluppando la qualità degli scouting in America Latina ed Estremo Oriente. L'obiettivo di Daniels fu quello di schierare una squadra legittimamente competitiva entro la stagione 2010.

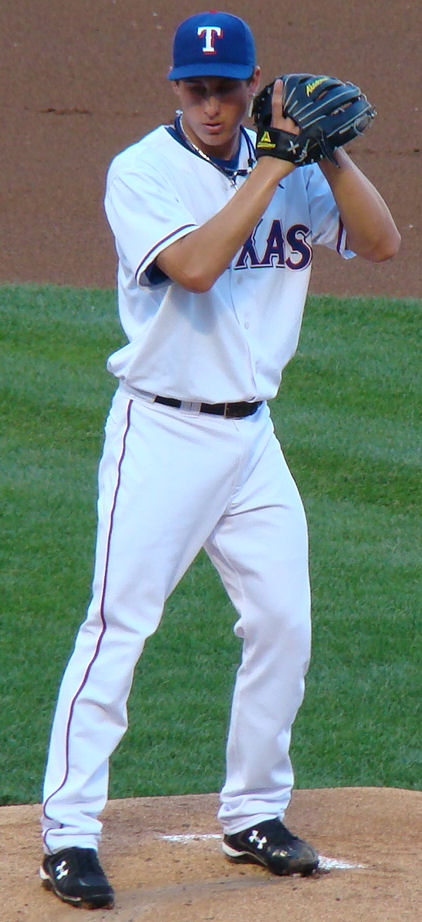
Derek Holland, uno dei più promettenti lanciatori che saranno scelti da Texas, giocò per i Rangers dal 2009 al 2016

I Rangers iniziarono la stagione 2008 eccezionalmente bene, guidati dal nuovo arrivato Josh Hamilton che sembrò essere sul punto di vincere la tripla corona, prima di svanire con il passare della stagione. Durante i festeggiamenti dell'All-Star Game allo Yankee Stadium, Hamilton fece 28 fuoricampo nel primo turno dell'Home Run Derby 2008. Hamilton batté altri quattro nel secondo turno e tre durante il turno finale, per un totale di 35 fuoricampo, ma perse contro Justin Morneau dei Twins. Quattro Rangers giocarono nell'All Star Game: Hamilton, Ian Kinsler, Milton Bradley e Michael Young.
I Rangers terminarono la stagione con l'ennesimo record inferiore a .500 (79-83), ma concludendo secondi nell'AL West, il miglior piazzamento del club dal 1999. La stagione 2009 vide i Rangers entrare ai playoff per la prima volta dal 2004. Nonostante gli infortuni di Josh Hamilton e Ian Kinsler, i Rangers occuparono il primo posto nella loro division per lunghi tratti in estate prima di svanire dopo il 1º settembre, perdendo la division contro i Los Angeles Angels. I Rangers terminarono la stagione con 87-75, la prima stagione vincente dal 2004 e abbastanza buona per il secondo posto nell'AL West. Michael Young rispose al suo passaggio alla terza base realizzando una delle sue migliori stagioni offensive di sempre, commettendo solo nove errori e guadagnandosi una sesta apparizione all'All-Star Game. Anche Josh Hamilton e Nelson Cruz vennero convocati per l'All-Star Game 2009.

#### Rangers Baseball Express, LLC
A seguito di problemi finanziari, tra cui un'inadempienza di un prestito di 525 milioni di dollari, Tom Hicks e l'Hicks Sports Group raggiunsero un accordo per vendere i Texas Rangers al gruppo guidato dall'avvocato sportivo di Pittsburgh Chuck Greenberg e dal presidente della squadra dei Rangers Nolan Ryan per circa 570 milioni di dollari il 22 gennaio 2010. Hicks vendette anche gran parte della terreno che circondava il Rangers Ballpark a Greenberg e al gruppo di Ryan in un accordo separato.
Tuttavia, uno dei principali finanziatori di HSG, Monarch Alternative Capital, si oppose alla vendita perché i proventi non avrebbero completamente rimborsato le obbligazioni HSG inadempienti. Il 21 aprile, la Major League Baseball rilasciò un comunicato in cui si dichiarava che la vendita dei Rangers era sotto il controllo del Commissario per accelerare il processo. Mentre la situazione di stallo tra HSG e i suoi creditori continuava, i Texas Rangers presentarono istanza di fallimento ai sensi del capitolo 11 il 24 maggio. In quella data, i Rangers e HSG avevano un debito stimato di 575 milioni di dollari. Gran parte del debito non garantito era dovuto al salario arretrato. La terza base degli Yankees Alex Rodriguez raggiunse la vetta della lista dei creditori non garantiti con circa 24,9 milioni di dollari nei confronti dei Rangers. La vendita avrebbe rimborsato tutti i creditori della squadra, compreso Rodriguez e altri giocatori in arretrato. A seguito di un'asta pubblica ordinata dal tribunale, che si sarebbe tenuta il 4 agosto con l'offerta vincente presentata da Greenberg/Ryan, il tribunale fallimentare chiuse il caso. La vendita a Greenberg/Ryan venne approvata da tutti i 30 proprietari della MLB, durante l'incontro dei proprietari a Minneapolis il 12 agosto. Il nuovo gruppo di proprietà fu chiamato Rangers Baseball Express, LLC ed ebbe Chuck Greenberg come direttore generale e Nolan Ryan presidente del club. I magnati del petrolio Ray Davis e Bob R. Simpson pagarono la maggior parte del prezzo di vendita di 539 milioni di dollari, e divennero copresidenti, con le quote più importanti nel gruppo di proprietà. Tuttavia, sono rimasti per lo più nelle retrovie come consulenti principali, lasciando la squadra più che altro nelle mani di Greenberg e Ryan.

#### Sale la contesa (2010-2016)
Con l'afflusso di talenti e il successo nel 2009, i Rangers parteciparono alla stagione 2010 aspettandosi di competere per la division e raggiungere gli obiettivi del front office 2007. Durante la bassa stagione, Nolan Ryan parlò delle possibilità dei Rangers nella stagione dicendo: "Le mie aspettative oggi sono che saremo estremamente competitivi e se non vinceremo la nostra division, rimarrò deluso".

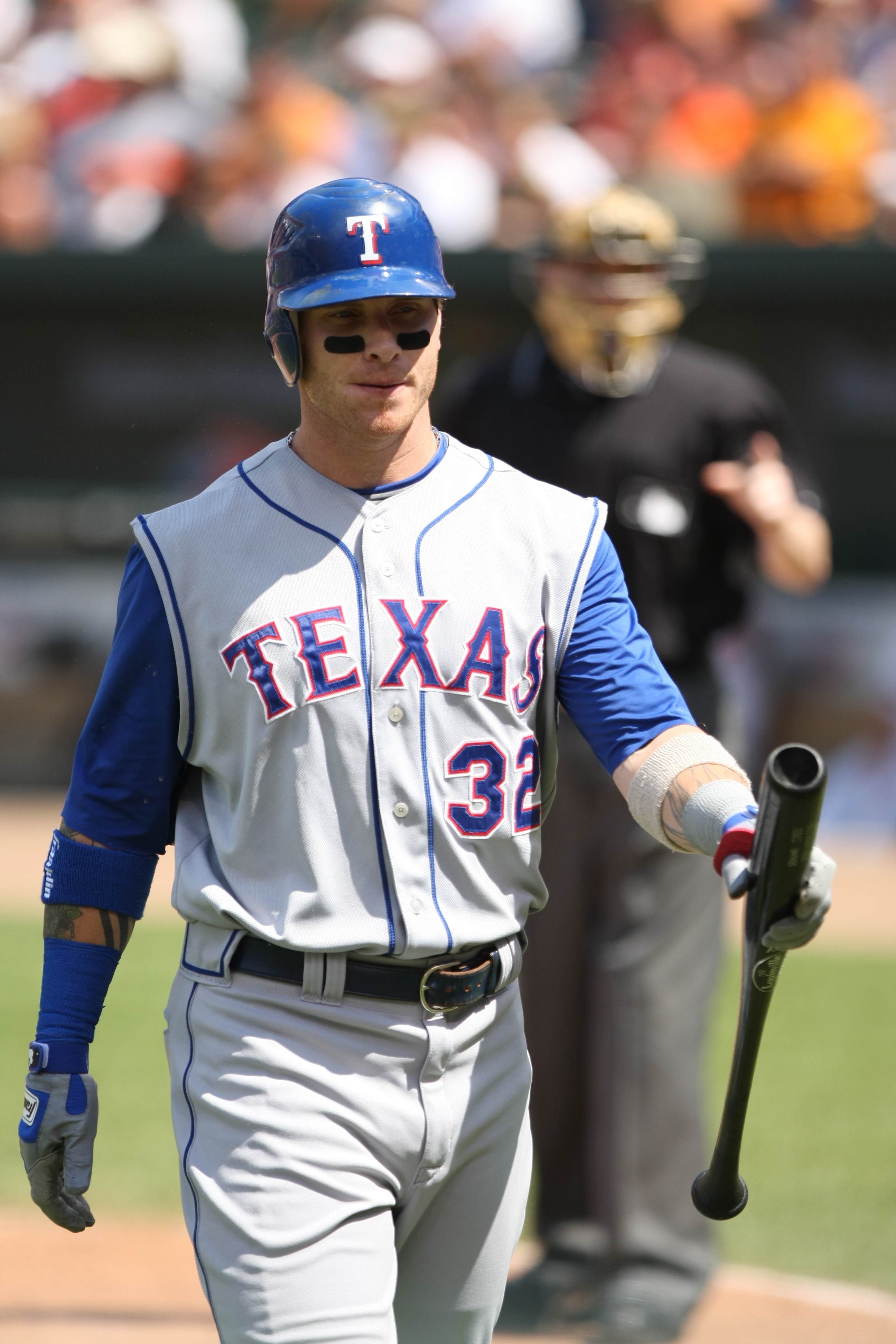
Josh Hamilton vince l'MVP dell'ALCS nel 2010

Dopo essere usciti dai giochi con un inizio inferiore a 500 nell'aprile 2010, i Rangers presero il comando della division con il miglior record di giugno, andando 21-6. I Rangers non cedettero mai il primo posto dopo una striscia vincente di 11 partite. La squadra fece diverse mosse a metà stagione per acquisire giocatori del calibro di Cliff Lee, Bengie Molina, Jorge Cantú e Jeff Francoeur. I Rangers vinsero l'AL West il 25 settembre, avanzando alla postseason per la prima volta dal 1999 con un record di 90-72. I Rangers entrarono ai playoff contro i Tampa Bay Rays nel primo turno, che alla fine portò a una vittoria della serie per 3-2 e segnò la prima vittoria delle postseason nei 50 anni di storia della franchigia Rangers/Washington Senators. Di fronte ai Rangers nelle American League Championship Series c'erano i campioni del mondo in carica dei New York Yankees, la squadra contro cui i Rangers perserono tre volte negli anni '90. In un ALCS a sei partite, Texas uscì vittoriosa, vincendo il primo gagliardetto nella storia della franchigia di fronte a un pubblico estasiato. A Josh Hamilton venne assegnato l'MVP delle ALCS. I Texas Rangers affrontarono i San Francisco Giants nelle World Series 2010, ma l'attacco si scontrò con i giovani lanciatori dei Giants e alla fine persero la Serie 4-1.
Nel marzo del 2011, Chick Greenberg rassegnò le dimissioni da amministratore delegato e socio accomandatario e vendette le sue quote dopo un litigio con i suoi partner. A seguito delle sue dimissioni, Nolan Ryan venne nominato CEO oltre al suo ruolo di presidente. Ryan fu successivamente approvato come proprietario della squadra con un voto unanime dei 30 proprietari della Major League Baseball il 12 maggio.
I Rangers difesero con successo il titolo dell'AL West Division nel 2011, guadagnando il secondo titolo di Division e l'accesso alla postseason. I Rangers stabilirono il miglior record di vittorie-sconfitte (96-66, .592) e di spettatori in casa (2.946.949). Il 15 ottobre tornarono alle World Series dopo aver battuto i Detroit Tigers 15-5 in gara sei dell'ALCS. La serie vide Nelson Cruz colpire sei fuoricampo, il maggior numero di fuoricampo di un giocatore in una serie di playoff nella storia della MLB. In gara due, Cruz divenne anche il primo giocatore nella storia dei playoff a vincere una partita con un grand slam, mentre i Rangers sconfissero i Tigers 7-3 in 11 inning. Tuttavia, persero contro i St. Louis Cardinals in sette partite, dopo essere stati per ben due volte a un solo strike dal conquistare il campionato in gara sei.
I Rangers dominarono la classifica dell'American League per gran parte della stagione 2012, ma naufragarono a settembre, culminata in una sconfitta contro gli Oakland Athletics nella serie finale. Tuttavia, si qualificarono per la prima partita di playoff di wild card dell'American League. Nel nuovo Wild Card Game, i guai dei Rangers continuarono, perdendo 5-1 contro gli Orioles. I Rangers figurarono ancora nelle wild car. Conclusero la stagione al secondo posto nell'American League West con un record di 91-72, appaiati ai Tampa Bay Rays per un posto nelle wild car. Si tenne una 163^ partita di spareggio per determinare la seconda partecipante all'American League Wild Card Game del 2013 contro i Cleveland Indians. I Rangers persero contro i Rays 5-2, nel tie-break e furono eliminati dai playoff dopo aver raggiunto la post-season per tre stagioni consecutive. Nolan Ryan si dimise da CEO a partire dal 31 ottobre 2013. Da allora, Daniels fu il capo operativo della franchigia, con Davis e Simpson che rimasero principalmente come consulenti superiori.

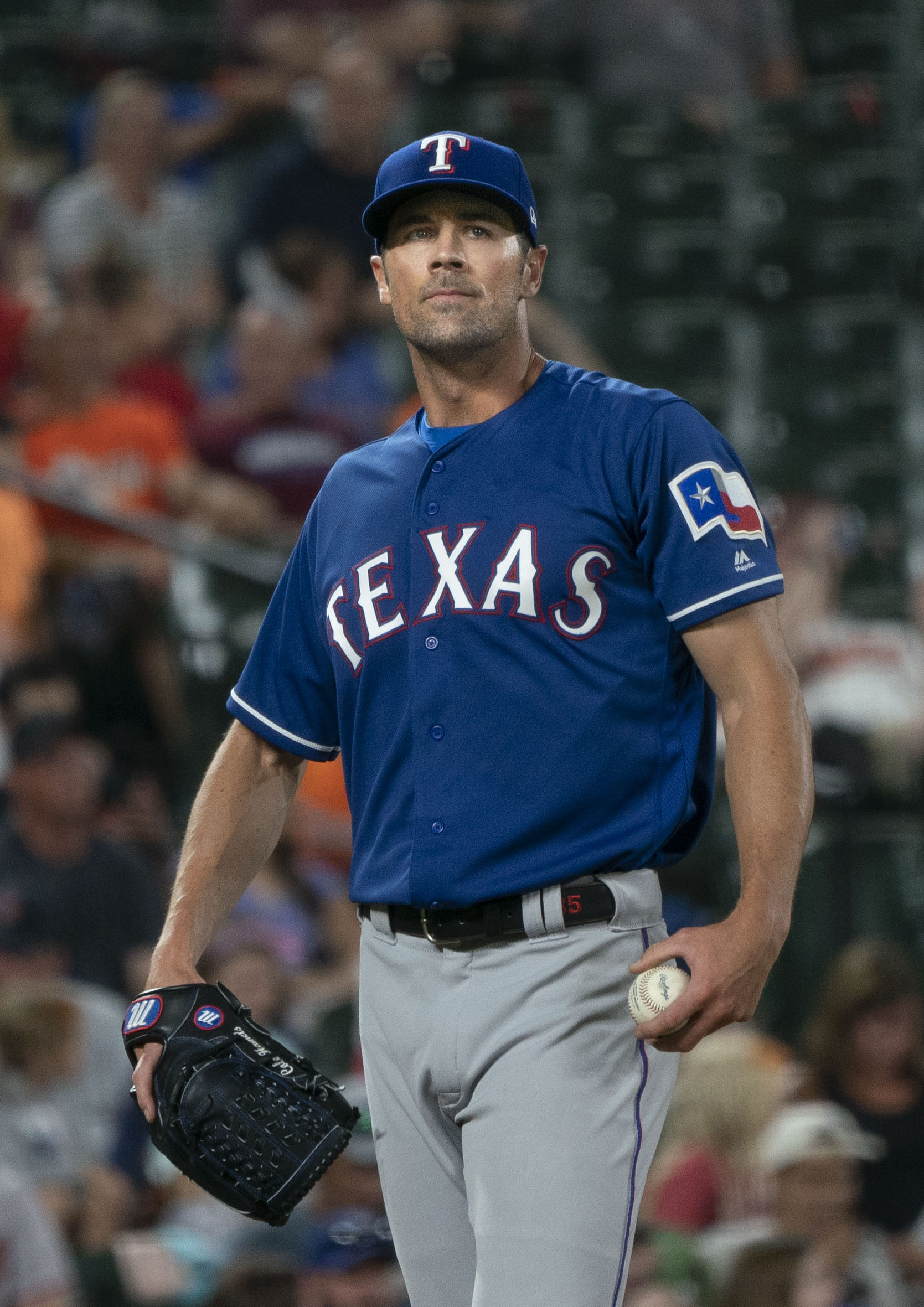
Cole Hamels venne inserito titolare nella prima partita della stagione 2016

Gli infortuni ebbero un grande impatto sui Rangers nel 2014 e nel 2015. L'unico squarcio luminoso fu Adrián Beltré, che nonostante abbia trascorso un po' di tempo infortunato, fu il giocatore offensivo più consistente della squadra. Con l'acquisizione di Cole Hamels nel 2015, i Rangers superarono gli Houston Astros per conquistare il titolo di American League West nell'ultima giornata della stagione con un record di 88-74. I Rangers persero contro i Toronto Blue Jays in cinque partite nella Division Series dopo aver sperperato un vantaggio di 2-0. Texas ancora una volta conquistò l'AL West nel 2016, ma perse nuovamente contro Toronto, 3-0, nell'ALDS.

#### 2017-presente
I Rangers terminarono la stagione 2017 con un record di 78-84. Il 21 settembre 2018, in possesso di un record di 64-88, i Rangers licenziarono Jeff Banister che aveva guidato la squadra dal 2015. Venne sostituito dall'allenatore della panchina Don Wakamatsu per il resto della stagione. Chris Woodward fu successivamente scelto per diventare il capo allenatore della squadra a partire dalla stagione 2019. Guidò la squadra a un record di 78-84 nel suo primo anno. Il 2019 fu anche l'ultima stagione dei Rangers al Globe Life Park. Si trasferirono infatti nel nuovo Globe Life Field nel 2020.

## Record stagione per stagione
| Ultimi 10 anni dei Texas Rangers | Ultimi 10 anni dei Texas Rangers | Ultimi 10 anni dei Texas Rangers | Ultimi 10 anni dei Texas Rangers | Ultimi 10 anni dei Texas Rangers | Ultimi 10 anni dei Texas Rangers |
| Stagione                         | Vinte                            | Perse                            | % V                              | Pos.                             | Playoff |
| -------------------------------- | -------------------------------- | -------------------------------- | -------------------------------- | -------------------------------- | --- |
| 2010                             | 90                               | 72                               | .556                             | 1^ nell'AL West                  | Vittoria nell'ALDS vs. Tampa Bay Rays, 3-2 Vittoria nell'ALCS vs. New York Yankees, 4-2 Sconfitta nelle WS vs. San Francisco Giants, 4-1 |
| 2011                             | 96                               | 66                               | .593                             | 1^ nell'AL West                  | Vittoria nell'ALDS vs. Tampa Bay Rays, 3-1 Vittoria nell'ALCS vs. Detroit Tigers, 4-2 Sconfitta nelle WS vs. St. Louis Cardinals, 4-3    |
| 2012                             | 93                               | 69                               | .574                             | 2^ nell'AL West                  | Sconfitta nella Wild Card vs. Baltimore Orioles, 5-1                                                                                     |
| 2013                             | 91                               | 72                               | .558                             | 2^ nell'AL West                  | — |
| 2014                             | 67                               | 95                               | .414                             | 5^ nell'AL West                  | — |
| 2015                             | 88                               | 74                               | .543                             | 1^ nell'AL West                  | Sconfitta nell'ALDS vs. Toronto Blue Jays, 3-2                                                                                           |
| 2016                             | 95                               | 67                               | .586                             | 1^ nell'AL West                  | Sconfitta nell'ALDS vs. Toronto Blue Jays, 3-0                                                                                           |
| 2017                             | 78                               | 84                               | .481                             | 4^ nell'AL West                  | — |
| 2018                             | 67                               | 95                               | .414                             | 5^ nell'AL West                  | — |
| 2019                             | 78                               | 84                               | .481                             | 3^ nell'AL West                  | — |
| Ultimi 10 anni                   | 843                              | 778                              | .520                             | —                                | — |
| Record totale                    | 4.500                            | 4.912                            | .478                             | —                                | — |

### Record individuali stagionali
- Miglior media in battuta: .359, Josh Hamilton (2010)
- Maggior numero di gare: 163, Al Oliver (1980)
- Maggior numero di punti: 133, Alex Rodriguez (2001)
- Maggior numero di valide: 221, Michael Young (2005)
- Miglior % slugging: .643, Juan González (1996)
- Maggior numero di doppi: 52, Michael Young (2006)
- Maggior numero di tripli: 14, Rubén Sierra (1989)
- Maggior numero di fuoricampo: 57, Alex Rodriguez (2002)
- Maggior numero di punti battuti a casa: 157, Juan González (1998)
- Maggior numero di basi rubate: 52, Bump Wills (1978)
- Maggior numero di vittorie: 25, Ferguson Jenkins (1974)
- Strikeout: 301, Nolan Ryan (1989)
- Gare complete: 29, Ferguson Jenkins (1974)
- Salvezze: 49, Francisco Cordero (2004)

## Campi di gioco
Dopo aver giocato al Globe Life Park di Arlington dal 1994 al 2019, a partire dalla stagione 2020 i Rangers si sono trasferiti nel nuovo Globe Life Field, costruito sull'altro lato della strada a sud del precedente Globe Life Park.
La Globe Life and Accident Insurance Company, una filiale della Torchmark Corporation, con sede a McKinney, possiede i diritti di denominazione della struttura fino al 2048.

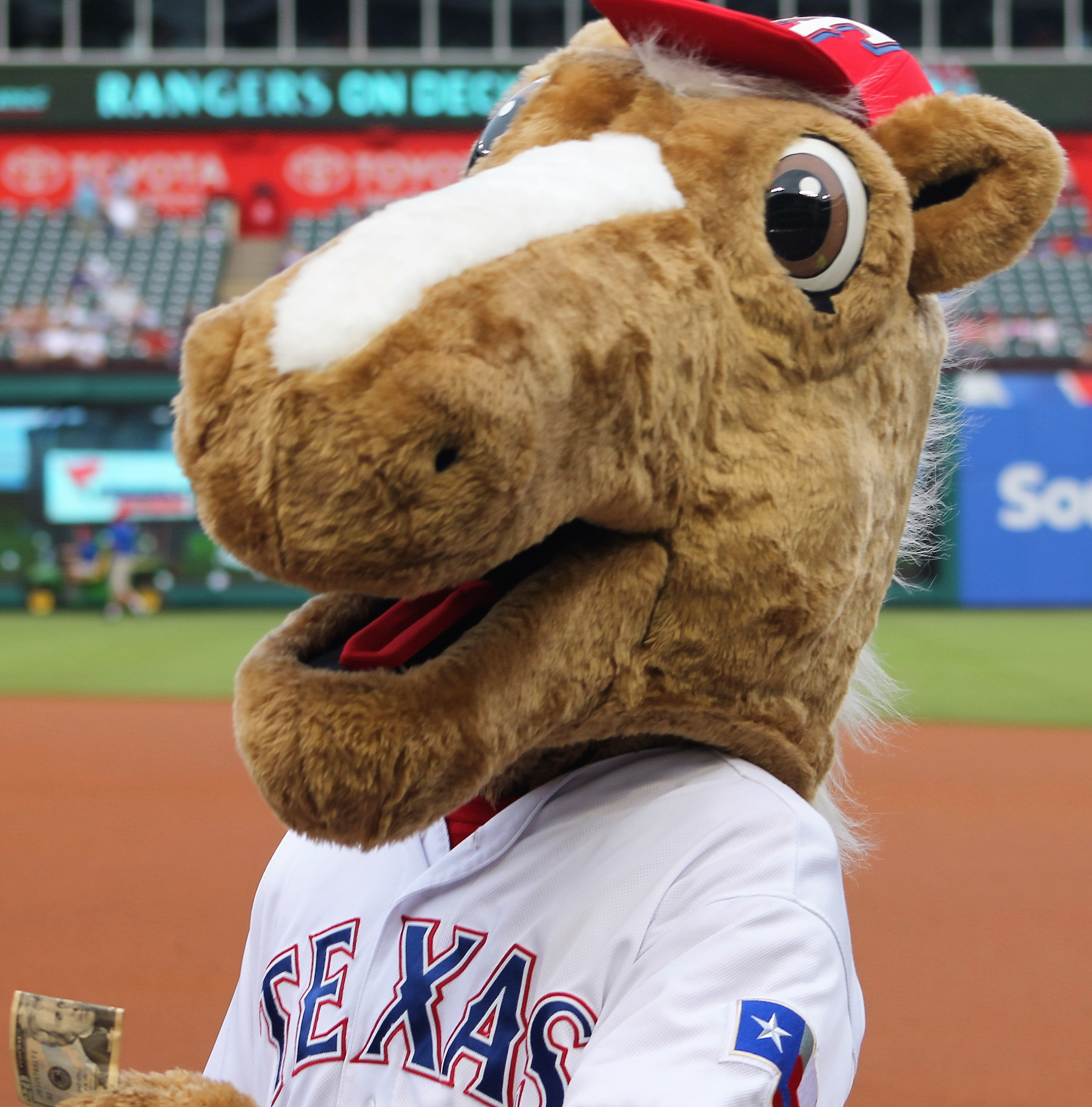
Capitan Rangers (maggio 2016)

## Mascotte
Capitan Rangers è la mascotte dei Texas Rangers. Introdotto nel 2002, è un cavallo in stile palomino, vestito con l'uniforme della squadra. Indossa la maglia numero 72 in onore del 1972, l'anno in cui i Rangers si trasferirono ad Arlington. Ha più uniformi da abbinare a ciascuna delle varie divise che la squadra indossa. Gli abiti di Capitan a volte corrispondono a un tema promosso dalla squadra; il 24 aprile 2010 vestì come Elvis Presley facente parte di una notte a tema Elvis.

## Texas Rangers Six Shooters
Le Texas Rangers Six Shooters sono una squadra di danza interattiva dei Texas Rangers che svolgono diverse performance durante le partite casalinghe dei Rangers. Le ragazze ballano, fanno acrobazie e interagiscono con i tifosi.

## Giocatori importanti

### Membri della Baseball Hall of Fame
| Come Washington Senators |      |              |      |
| Giocatore                | Anno | Giocatore    | Anno |
| Nellie Fox               | 1997 | Ted Williams | 1966 |

| Come Texas Rangers |      |                  |      |
| Giocatore          | Anno | Giocatore        | Anno |
| Adrián Beltré      | 2024 | Ferguson Jenkins | 1991 |
| Bert Blyleven      | 2011 | Gaylord Perry    | 1991 |
| Goose Gossage      | 2008 | Iván Rodríguez   | 2017 |
| Whitey Herzog      | 2010 | Nolan Ryan       | 1999 |

Note
I giocatori in grassetto sono riprodotti nella Hall of Fame con l'uniforme dei Rangers

### Texas Rangers Hall of Fame
- 2003
  - Charlie Hough
  - Johnny Oates (allenatore)
  - Nolan Ryan
  - Jim Sundberg
- 2004
  - Buddy Bell
  - Ferguson Jenkins
  - Tom Vandergriff (annunciatore televisivo)
- 2005
  - Mark Holtz (annunciatore televisivo e radiofonico)
  - John Wetteland
- 2007
  - Rusty Greer
- 2009
  - Toby Harrah
  - Rubén Sierra
- 2010
  - Tom Grieve
- 2011
  - Kenny Rogers

- 2012
  - Eric Nadel (annunciatore radiofonico)
- 2013
  - Iván Rodríguez
- 2014
  - Tom Schieffer (esecutivo)
- 2015
  - Juan González
  - Jeff Russell
- 2016
  - Michael Young
- 2019
  - Josh Hamilton
  - Richard Greene (sindaco di Arlington dal 1987 al 1997)
- 2021
  - Adrián Beltré
  - Chuck Morgan (annunciatore al pubblico)
- 2022
  - Ian Kinsler
  - John Blake (esecutivo)

### Numeri ritirati
| Iván Rodríguez C: 1991-02 Ritirato nel 2017 | Michael Young IF: 2000-12 Ritirato nel 2019 | Johnny Oates M: 1995-01 Ritirato nel 2005 | Adrián Beltré 3B: 2011-18 Ritirato nel 2019 | Nolan Ryan P: 1989-93 Ritirato nel 1996 | Jackie Robinson - Rit. da MLB nel 1997 |
| ------------------------------------------- | ------------------------------------------- | ----------------------------------------- | ------------------------------------------- | --------------------------------------- | -------------------------------------- |

## Affiliate nella Minor League

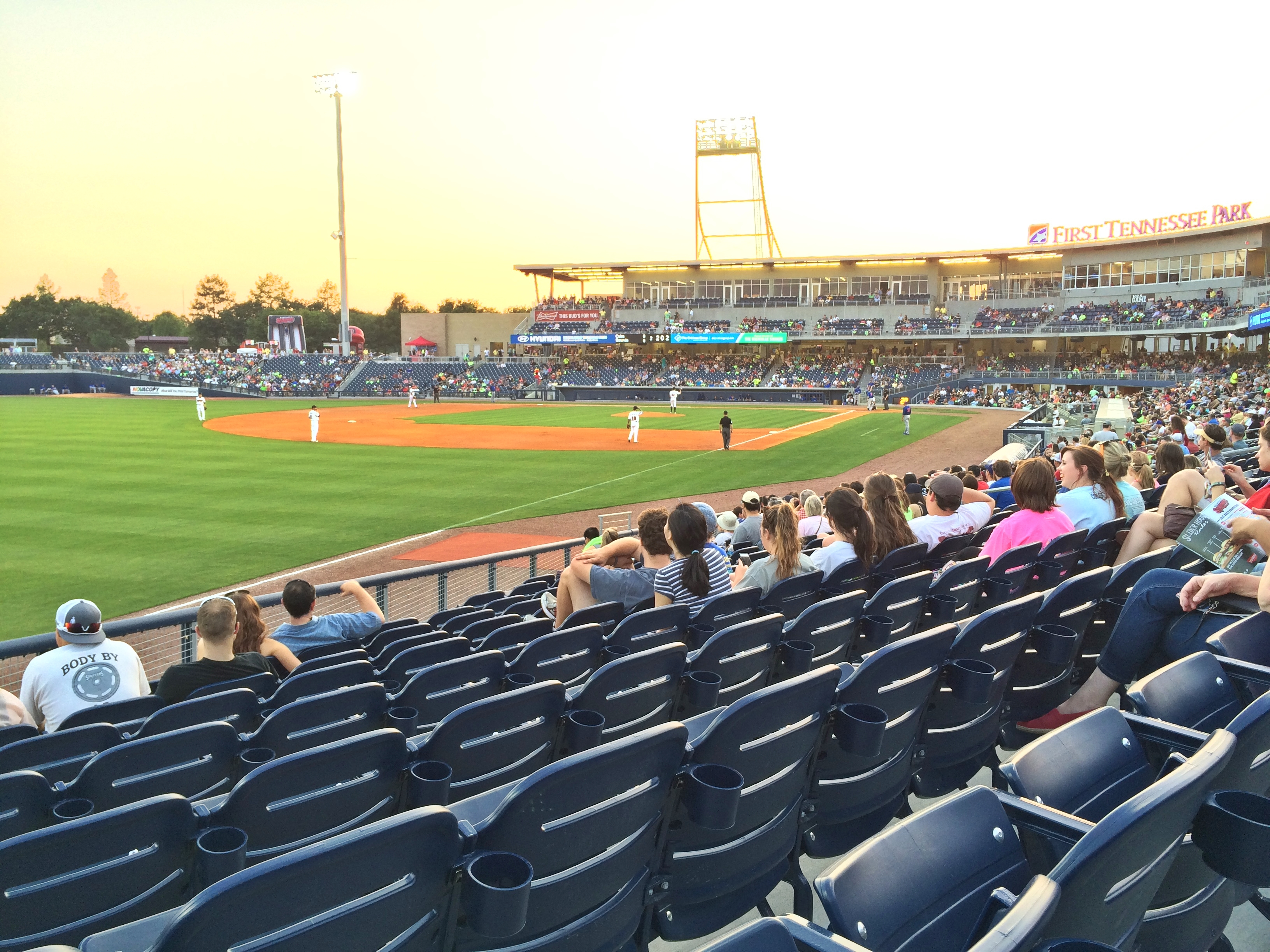
Il First Tennessee Park a Nashville, nel Tennessee, sede dei Nashville Sounds, l'affiliata della tripla A dei Rangers

Il vivaio dei Texas Rangers è formato da otto squadre affiliate della Minor League Baseball.
| Livello | Team                 | League                  | Luogo                             |
| ------- | -------------------- | ----------------------- | --------------------------------- |
| AAA     | Round Rock Express   | Triple-A West           | Round Rock, Texas                 |
| AA      | Frisco RoughRiders   | Double-A Central        | Frisco, Texas                     |
| A+      | Hickory Crawdads     | High-A East             | Hickory, Nord Carolina            |
| A-      | Down East Wood Ducks | Low-A East              | Kinston, Nord Carolina            |
| Rookie  | ACL Rangers          | Arizona Complex League  | Surprise, Arizona                 |
| Rookie  | DSL Rangers 1        | Dominican Summer League | Boca Chica, Repubblica Dominicana |
| Rookie  | DSL Rangers 2        | Dominican Summer League | Boca Chica, Repubblica Dominicana |